# Młyn lodowcowy

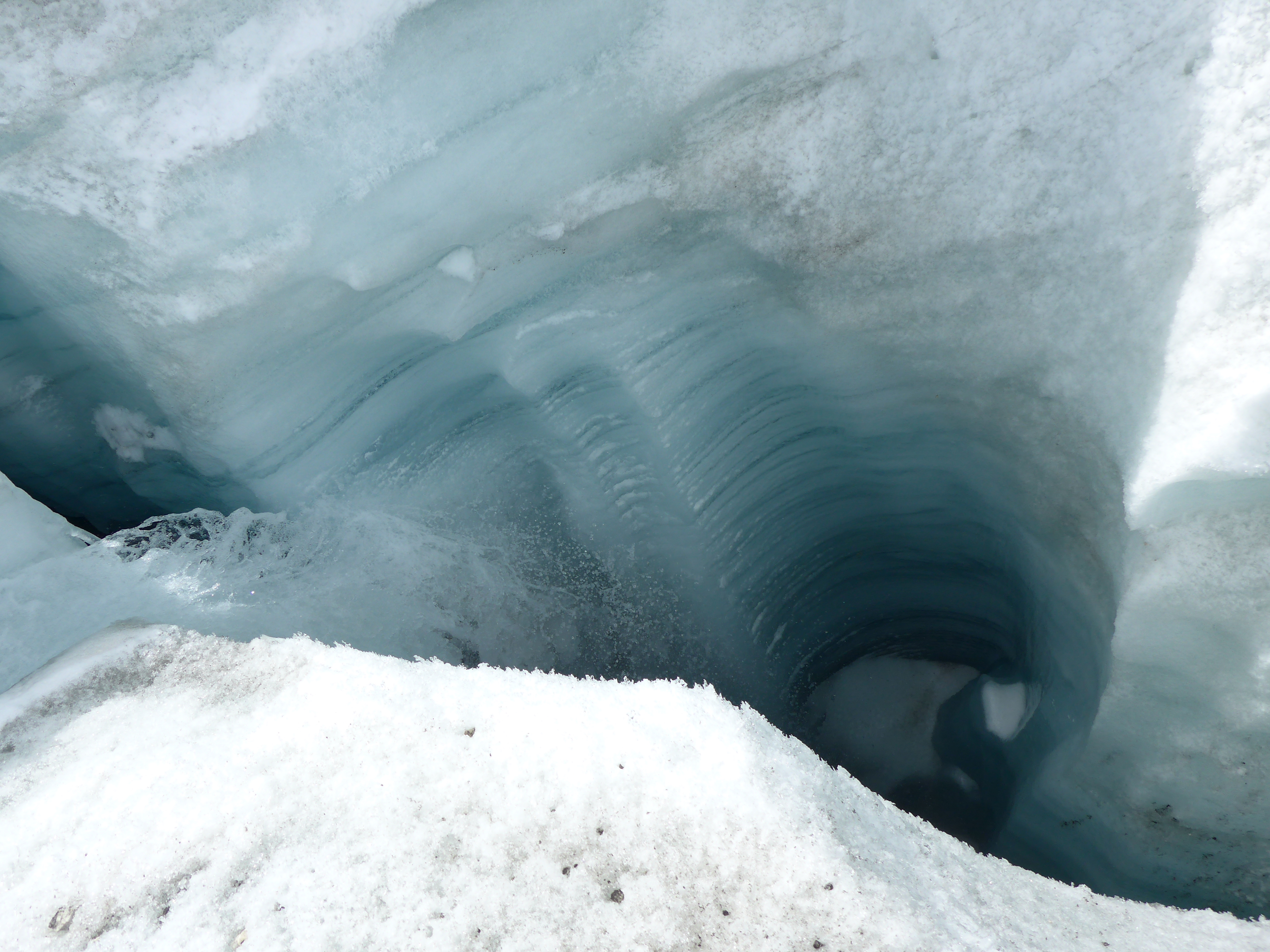
Młyn lodowcowy na lodowcu Brunegggletscher w Alpach Pennińskich w Szwajcarii

Schematyczne przedstawienie spływu wód roztopowych przez młyn lodowcowy

Młyn lodowcowy – otwór w lodzie o spiralnie uformowanych ścianach, który powstał w wyniku działania wód roztopowych spływających z powierzchni lodowca lub ze szczeliny. Spływająca woda wprawia w ruch kolisty odłamki skał o różnej wielkości ziaren, które poszerzają i pogłębiają młyn lodowcowy, a przy tym same ulegają wygładzeniu i zaokrągleniu. 
Młyny lodowcowe mogą osiągać średnice do 20 metrów i powstają najczęściej na płaskich fragmentach lodowca, na których występują poziome szczeliny lodowcowe. Mogą sięgać do dna lodowca na głębokość kilkuset metrów.
W glacjologii młyny lodowcowe odgrywają poważną rolę, ponieważ przez nie można łatwo dostać się do wnętrza lodowca. Określenie młyn pochodzi od mielącego, zwykle rotującego wypływu wody roztopowej. 
Pozostałością po młynach lodowcowych pochodzących z epoki lodowcowej są garnce lodowcowe powstałe w wyniku erozji w skalnym podłożu, które można spotkać na całym obszarze niegdyś pokrytym lodowcem.